# A Benne vagyok a bandában epizódjainak listája
Ez a lap a Benne vagyok a bandában című amerikai televíziós sorozat epizódjait tartalmazza.
Tripp jól kifogta a furcsa rocktrió tagjait, akiknek a csillaga már annyira leáldozott, hogy a lakásukat sem tudják fizetni és Tripp házában lévő emeletes ágyakon húzzák meg magukat. Azonban- a maguk furcsa módján-, mind a három zenekartag megtesz mindent azért, hogy segítsenek Trippnek átvészelni a kamaszkort, és elérni élete álmát, azt, hogy komoly rocksztár válhasson belőle.

## Évados áttekintés
| Évad | Évad | Epizódok | Eredeti sugárzás   | Eredeti sugárzás  | Magyar sugárzás  | Magyar sugárzás   |
| Évad | Évad | Epizódok | Évadpremier        | Évadfinálé        | Évadpremier      | Évadfinálé        |
| ---- | ---- | -------- | ------------------ | ----------------- | ---------------- | ----------------- |
|      | 1    | 21       | 2009. november 27. | 2010. november 8. | 2010. július 17. | 2011. április 30. |
|      | 2    | 21       | 2011. január 17.   | 2011. december 9. | 2011. július 5.  | N/A               |

## Első évad: 2009–2010
| #   | Eredeti cím                 | Magyar cím               | Író                               | Rendező              | Eredeti premier     | Magyar premier          |  |
| --- | --------------------------- | ------------------------ | --------------------------------- | -------------------- | ------------------- | ----------------------- |  |
|     |                             |                          |                                   |                      |                     |                         |  |
| 1.  | Weasels in the House        | A banda beköltözik       | Michael B. Kaplan & Ron Rappaport | Shelley Jensen       | 2009. november 27.  | 2010. július 17.        |  |
| 2.  | I Wanna Punch Stuff         | Úgy lennék brutkó        | Eric Friedman                     | Adam Weissman        | 2010. január 18.    | 2010. július 24.        |  |
| 3.  | Slap Goes the Weasel        | nem lett szinkronizálva  | Denise Stasichin                  | Gerry Cohen          | 2010. január 25.    | nem lett szinkronizálva |  |
| 4.  | Annoying Arlene             | Bosszantó Arlene         | Ron Rappaport                     | Shelley Jensen       | 2010. február 1.    | 2010. augusztus 1.      |  |
| 5.  | Got No Class                | Elmarad az óra           | Douglas Lieblein                  | Shelley Jensen       | 2010. február 8.    | 2010. augusztus 8.      |  |
| 6.  | Cat-Astrophe                | Macska katasztrófa       | Rick Nyholm                       | Roger S. Christansen | 2010. február 15.   | 2010. augusztus 15.     |  |
| 7.  | Flip of Doom                | Ördögszaltó              | Richard Gurman                    | Shelley Jensen       | 2010. február 22.   | 2010. augusztus 25.     |  |
| 8.  | Birthdazed                  | Partyból is megárt a sok | Richard Gurman                    | Shelley Jensen       | 2010. március 15.   | 2010. november 3.       |  |
| 9.  | Geezers Rock!               | Nyugdíjas rock!          | Ron Rappaport                     | Rich Correll         | 2010. április 30.   | 2010. november 10.      |  |
| 10. | Spiders, Snakes, and Clowns | Pókok, kígyók és bohócok | Ryan Levin                        | Paul Lazarus         | 2010. május 7.      | 2010. november 17.      |  |
| 11. | Magic Tripp                 | A bűvész trükk           | Michael B. Kaplan                 | Adam Weissman        | 2010. június 28.    | 2011. január 1.         |  |
| 12. | What Happened?              | Mi történt?              | Ryan Levin                        | Shelley Jensen       | 2010. július 5.     | 2011. január 8.         |  |
| 13. | Road Tripp                  | A turné                  | Rick Nyholm                       | Rich Correll         | 2010. július 12.    | 2011. január 15.        |  |
| 14. | Prank Week                  | Szivató hét              | Mike Montesano & Ted Zizik        | Shelley Jensen       | 2010. július 18.    | 2011. január 22.        |  |
| 15. | Money Bags                  | Pénzeszsákok             | Rick Nyholm                       | Shelley Jensen       | 2010. július 26.    | 2011. január 29.        |  |
| 16. | Bleed Guitarist             | A Gitár párbaj           | Ron Rappaport                     | Shelley Jensen       | 2010. augusztus 23. | 2011. április 2.        |  |
| 17. | Weasels on Deck             | Menyétek a fedélzeten    | Michael B. Kaplan                 | Shelley Jensen       | 2010. október 11.   | 2011. augusztus 13.     |  |
| 18. | Izzy Gonna Sing?            | Izzy énekel?             | Michael B. Kaplan                 | Shelley Jensen       | 2010. október 18.   | 2011. április 9.        |  |
| 19. | Weasels vs. Robots          | Banda a robotok ellen    | Eric Friedman                     | Adam Weissman        | 2010. október 25.   | 2010. április 16.       |  |
| 20. | Happy Fun Metal Rock Time   | Vidám, csúcs metál óra   | Steve Jarcsak & Shawn Thomas      | Rich Correll         | 2010. november 1.   | 2011. április 23.       |  |
| 21. | Last Weasel Standing        | Az utolsó emberig        | Denise Stasichin                  | Shelley Jensen       | 2010. november 8.   | 2011. április 30.       |  |

## Második évad: 2011
| #   | Eredeti cím                                 | Magyar cím                   | Író               | Rendező               | Eredeti premier      | Magyar premier      |  |
| --- | ------------------------------------------- | ---------------------------- | ----------------- | --------------------- | -------------------- | ------------------- |  |
|     |                                             |                              |                   |                       |                      |                     |  |
| 1-2 | I'm Out of the Band                         | Kiléptem a bandából          | Michael B. Kaplan | Shelley Jensen        | 2011. január 17.     | 2011. július 5.,12. |  |
| 3.  | Iron Weasel: The Video Game                 | A videójáték                 | Sally Lapiduss    | Roger S. Christiansen | 2011. január 24.     | 2011. július 19.    |  |
| 4.  | Extreme Weasel Makeover                     | A nagy Weasel átugrás        | Richard Gurman    | Joel Zwick            | 2011. január 31.     | 2011. július 26.    |  |
| 5.  | Camp Weasel Rock                            | Fantázia rock tábor          | Rick Nyholm       | Victor Gonzalez       | 2011. február 7.     | 2011. augusztus 2.  |  |
| 6.  | Chucky's Revenge                            | Chucky bosszúja              | David Shayne      | Joel Zwick            | 2011. február 28.    |                     |  |
| 7.  | Burning Down the House                      | Leégett a ház                | Ron Rappaport     | Victor Gonzalez       | 2011. március 7.     |                     |  |
| 8.  | Who Dunnit?                                 | Ki a tettes?                 | Steve Jarczak     | Victor Gonazalez      | 2011. március 14.    |                     |  |
| 9.  | Yo, Check My House                          | Csekkold a házamat!          | Eric Friedman     | Steve Zuckerman       | 2011. március 21.    |                     |  |
| 10. | Grand Theft Weasel                          | Tolvaj banda                 | Ryan Levin        | Steve Valentine       | 2011. március 28.    |                     |  |
| 11. | Don't Date the Principal's Daughter         | Ne kezd ki a diri lányával   | Eric Friedman     | Paul Lazarus          | 2011. április 4.     |                     |  |
| 12. | Weasels on a Plane                          | Menyétek a levegőben         | Ryan Levin        | Shelley Jensen        | 2011. június 13.     |                     |  |
| 13. | Lord of The Weasels                         | A menyétek ura               | Shawn Thomas      | Victor Gonzalez       | 2011. június 20.     |                     |  |
| 14. | Weaselgate                                  | A diákelnökválasztás         | Rick Nyholm       | Sean Mulcahy          | 2011. július 29.     |                     |  |
| 15. | Prank Week 2                                | Szivató hét 2. rész          | Ron Rappaport     | Victor Gonzalez       | 2011. augusztus 1.   |                     |  |
| 16. | Pain Games                                  | Kín játékok                  | Rick Nyholm       | Eric Dean Seaton      | 2011. augusztus 15.  |                     |  |
| 17. | Iron Weasel Gets Schooled                   | Újra az iskola padban        | Rick Nyholm       | Eric Dean Seaton      | 2011. augusztus 29.  |                     |  |
| 18. | Kicked out for Band Behavior                | A család látogatás           | Shawn Thomas      | Eric Dean Seaton      | 2011. szeptember 26. |                     |  |
| 19. | Iron Weasel vs. Mega Weasel vs. Mini Weasel | Banda háború                 | Victor Gonzalez   | David Shayne          | 2011. október 3.     |                     |  |
| 20. | Trippnotized                                | A Trippnotizálás             | Shelley Jensen    | Richard Gurman        | 2011. december 7.    |                     |  |
| 21. | Raiders of the Lost Dad                     | Az elveszett apa fosztogatói | Victor Gonzalez   | Michael B. Kaplan     | 2011. december 9.    |                     |  |